# 云南沙地叶下珠
云南沙地叶下珠（学名：Phyllanthus arenarius var. yunnanensis）为大戟科叶下珠属下的一个变种。